# Finanțarea terorismului
Finanțarea terorismului reprezintă furnizarea de fonduri sau sprijin financiar unor teroriști individuali sau actori non-statali. Majoritatea țărilor au implementat măsuri pentru combaterea finanțării terorismului (CTF), de obicei ca parte a legislației lor privind spălarea banilor.
Inițial, accentul eforturilor CTF s-a pus pe organizațiile non-profit, pe afaceri de servicii financiare neregistrate și pe criminalizarea actului în sine.

## Metode utilizate pentru finanțarea terorismului
Unele țări și organizații internaționale au creat o listă de organizații pe care le consideră organizații teroriste, însă nu există consistență în privința organizațiilor desemnate ca teroriste de fiecare țară. Grupul de Acțiune Financiară (FATF) a făcut recomandări membrilor săi privind CTF.
Organizațiile teroriste desemnate pot adopta diverse strategii pentru a depăși eforturile de prevenire a finanțării acestora. De exemplu, pot efectua transferuri multiple de valoare mai mică pentru a evita supravegherea sau pot folosi persoane fără antecedente penale pentru a efectua tranzacții financiare pentru a face transferurile de fonduri mai greu de urmărit. Aceste tranzacții pot fi, de asemenea, mascate sub formă de donații pentru organizații de caritate sau cadouri pentru membri ai familiei.
Teroriștii și organizațiile teroriste folosesc adesea orice resursă financiară accesibilă pentru a se finanța. Acestea pot include distribuirea de narcotice, petrol de pe piața neagră, deținerea unor afaceri precum dealeri auto, firme de taxi. De asemenea, organizațiile teroriste pot folosi masca unei organizații caritabile pentru a se finanța.
Internetul reprezintă o formă modernă de finanțare a terorismului, oferind anonimitatea necesară pentru donatori și destinatari. Organizațiile teroriste folosesc propaganda pentru a mobiliza susținători financiari și pot găsi fonduri prin activități ilegale pe internet, precum furtul de informații bancare online de la persoane care nu sunt corelate cu aceste organizații teroriste.
Statul Islamic este cunoscut pentru utilizarea distribuției de petrol de pe piața neagră pentru a-și finanța activitățile teroriste. Al-Qaeda este o organizație teroristă cunoscută care a utilizat internetul pentru a-și finanța activitățile.
Hezbollah este cunoscut pentru utilizarea organizațiilor de caritate, precum Orphans Project Lebanon din Germania, pentru a-și finanța activitățile teroriste, inclusiv prin donații care sprijină familiile atentatorilor sinucigași. În 2018, investigațiile au descoperit legătura dintre Hezbollah și operațiuni de spălare a banilor proveniți din traficul de droguri.

### Finanțarea terorismului și spălarea banilor
Finanțarea terorismului și spălarea banilor sunt concepte adesea interconectate în legislația și reglementările financiare, dar cu scopuri și procese distincte. Spălarea banilor se referă la procesul prin care fonduri provenite din activități ilegale sunt făcute să pară legitime pentru a fi reintegrate în sistemul financiar. Pe de altă parte, finanțarea terorismului nu se axează pe sursa fondurilor, ci pe utilizarea acestora, care este destinată susținerii activităților teroriste.
Printre activitățile ce pot fi asociate cu finanțarea terorismului se numără:
- Contrabanda cu numerar și plasarea banilor prin afaceri cu volum mare de numerar (restaurante, saloane de masaj)
- Utilizarea de noi sisteme de plată online (platforme financiare online nereglementate) pentru a transfera fonduri în mod anonim.
- Scheme de comerț fals pentru spălarea banilor, cum ar fi vânzările de bunuri contrafăcute.
- Utilizarea rețelelor internaționale de ATM pentru a muta banii între diverse locații.

### Prevenirea terorismului
Pentru a combate finanțarea terorismului, reglementările internaționale, cum ar fi cele impuse de organizații precum FATF (Financial Action Task Force), includ măsuri stricte de identificare a clienților și de monitorizare a tranzacțiilor financiare. Conceptul de Know Your Customer (KYC) obligă organizațiile financiare să verifice identitatea clienților lor și să monitorizeze legalitatea tranzacțiilor acestora. Deși această metodologie poate duce la dificultăți în relațiile de afaceri, în special pentru profesioniștii care interacționează frecvent cu clienți pe termen lung, ea este esențială pentru prevenirea activităților ilegale.
În plus, mecanismul de Blacklist FATF (lista țărilor sau teritoriilor non-cooperante) a fost folosit pentru a sancționa statele care nu implementează măsuri adecvate de combatere a finanțării terorismului, presându-le astfel să adopte schimbări în politicile și reglementările lor financiare. În octombrie 2024, țările din Blacklist erau: Coreea de Nord, Iran, Myanmar.

### Activități suspecte
- Utilizarea mai multor tranzacții de mică valoare pentru a evita monitorizarea și a ocoli limitele de raportare a tranzacțiilor.
- Deschiderea de conturi bancare în locații cu reglementări mai slabe sau mai puțin transparente, pentru a ascunde sursele reale ale fondurilor.
- Canalizarea de fonduri către organizații caritabile, de obicei sub pretextul activităților umanitare.
- Colectarea de fonduri pentru terorism prin intermediul unor afaceri legale sau afaceri de familie, precum firmele de transport, restaurante, fabrici de textile sau comerțul de produse de lux.
- Comerțul ilegal cu produse precum trafic de droguri, arme sau contrabandă cu bunuri.
- Utilizarea criptomonedelor (Bitcoin, Monero etc.) pentru a transfera bani, datorită anonimatului oferit de acestea.
- Furarea de informații bancare sau date personale pentru a obține acces la fonduri și a le direcționa către organizațiile teroriste.
- Folosirea de servicii de transfer de bani online care nu respectă reglementările legale sau care operează în jurisdicții cu controale slabe.
- Tranzacționarea de bunuri sau servicii fictive online, cum ar fi vânzarea de produse contrafăcute.
- Crearea de campanii online care solicită donații pentru cauze ce par legitime.
- Multe organizații teroriste folosesc platforme de transfer internațional pentru a trimite bani în mod anonim, uneori mascat ca ajutoare financiare pentru familii.
- Crearea unor afaceri pentru a canaliza fonduri, cum ar fi firme de construcții sau de transport.
- Crearea de tranzacții între persoane (peer-to-peer) pentru a ocoli sistemele financiare tradiționale.

## Legislația împotriva finanțării terorismului
Uniunea Europeană a întreprins mai multe acțiuni împotriva spălării banilor și finanțării terorismului. Aceasta include elaborarea următoarelor rapoarte și punerea în aplicare a recomandărilor corespunzătoare: Raportul Supranațional de Evaluare a Riscurilor (SNRA), un Raport privind cazurile de combatere a spălării banilor cunoscute public care implică bănci din UE, Raportul Unității de Informații Financiare (FIU) și interconectarea registrelor conturilor bancare centrale.